# Svetlice
Svetlice est un village de Slovaquie situé dans la région de Prešov, qui comporte 122 habitants pour une superficie de 31,64 km².

## Géographie
Le village est situé à une altitude de 326 mètres et couvre une surface de 31 640 m2. Sa population est de 129 habitants.

## Histoire
La première mention écrite du village date de 1557.

## Démographie

### Évolution de la population
| Année:               | 1994. | 2004.    | 2014.    | 2024.    |
| -------------------- | ----- | -------- | -------- | -------- |
| Nombre de personnes: | 225   | 152      | 109      | 80       |
| Différence:          |       | -32,44 % | -28,28 % | -26,60 % |

| Année:               | 2023. | 2024.   |
| -------------------- | ----- | ------- |
| Nombre de personnes: | 79    | 80      |
| Différence:          |       | +1,26 % |